# Koyoharu Gotōge
Koyoharu Gotōge (吾峠 呼世晴?, Gotōge Koyoharu; 5 maggio 1989) è una fumettista giapponese, nota per essere l'autrice di Demon Slayer - Kimetsu no yaiba.
Il suo avatar è un alligatore con addosso degli occhiali da vista.

## Biografia

Firma di Koyoharu Gotōge

All'età di 24 anni, ha partecipato al 70° Jump Treasure Newcomer Manga Awards nel 2013 con il one-shot Kagarigari (過狩り狩り?). A questo seguirono altri tre one-shot, Monju shirō kyōdai (文殊史郎兄弟?) pubblicato nel 2° numero di Jump NEXT! nel 2014, Rokkotsu-san (肋骨さん?) uscito sul numero 39 di Weekly Shōnen Jump sempre nel 2014 e Haeniwa no Zigzag (蠅庭のジグザグ?) pubblicato nel 21° numero di Weekly Shōnen Jump nel 2015.
Dopo che Haeniwa no Zigzag non è riuscito a diventare una serie serializzata, Tatsuhiko Katayama, il primo curatore editoriale di Gotōge, le ha suggerito di iniziare una serie con un "tema di facile comprensione". Il lavoro di debutto di Gotōge, Kagarigari, sarebbe diventato la base per Demon Slayer - Kimetsu no yaiba, con una bozza iniziale intitolata Kisatsu no nagare (鬼殺の流れ?), poiché aveva concetti come spade e demoni che sarebbero stati familiari al pubblico giapponese. A causa del suo tono serio, della mancanza di comicità e della storia cupa, questa bozza non è stata accettata per la serializzazione. Katayama ha chiesto a Gotōge di provare a scrivere un personaggio più brillante e normale nella stessa ambientazione. Il titolo originale era Kisatsu no yaiba (鬼殺の刃?), ma credevano che il carattere "satsu" (殺? lett. "Uccidere")) nel titolo fosse troppo palese. La parola "kimetsu" (鬼滅?) sembrava più facile da capire, e sebbene questa sia una parola inventata, Gotōge ha pensato che sarebbe stato interessante abbreviare il titolo della serie in quel modo, mentre la parola "yaiba" (刃? lett. "lama") si riferisce a una spada giapponese. Demon Slayer - Kimetsu no yaiba è diventata presto una serie di successo. A febbraio 2021, il manga aveva oltre 150 milioni di copie in circolazione (comprese le copie digitali), rendendolo uno dei manga più venduti di sempre.
Nel febbraio 2021, Gotōge ha affermato che il suo prossimo progetto sarà una commedia romantica a tema fantascientifico.

## Stile ed influenze
Gotōge ha affermato che il suo stile di disegno è stato influenzato da diverse opere, tra cui: Le bizzarre avventure di JoJo di Hirohiko Araki, Naruto di Masashi Kishimoto, Bleach di Tite Kubo e Gintama di Hideaki Sorachi.

## Premi e riconoscimenti
Nel 2020, Gotōge ha ricevuto il 2º Premio Noma Publishing Culture di Kōdansha, che premia coloro che hanno contribuito a "reinventare l'editoria". Gotōge ha ricevuto il premio grazie alle vendite del franchise di Demon Slayer - Kimetsu no yaiba, che hanno dato impulso all'intero settore editoriale dal 2019 al 2020. Nel febbraio 2021, Gotōge è stata inclusa nei "Phenoms" (Fenomeni) della Time 100, ovvero la lista annuale delle cento persone più influenti secondo Time, rendendola la prima mangaka a ricevere tale onore. Nel marzo 2021, Gotōge ha vinto il Newcomer Award nella categoria delle belle arti dei media dei premi del ministro dell'istruzione, della cultura, dello sport, della scienza e della tecnologia per le belle arti del 2020 per il manga Demon Slayer - Kimetsu no yaiba.

## Opere
- Kagarigari (過狩り狩り?) (2013), one-shot
- Monju shirō kyōdai (文殊史郎兄弟?) (2014), one-shot pubblicato nel numero 2 di Jump NEXT!
- Rokkotsu-san (肋骨さん?) (2014), one-shot pubblicato sul numero 39 di Weekly Shōnen Jump
- Haeniwa no Zigzag (蠅庭のジグザグ?) (2015), one-shot pubblicato nel numero 21 di Weekly Shōnen Jump
- Demon Slayer - Kimetsu no yaiba (鬼滅の刃?, Kimetsu no yaiba) (2016-2020)
- Koyoharu Gotōge tanpenshū (吾峠呼世晴短編集?, Gotōge Koyoharu tanpenshū) (2019), raccolta dei quattro one-shot precedenti